# 14 مايو
- السبت
- الأحد
- الاثنين
- الثلاثاء
- الأربعاء
- الخميس
- الجمعة

- 2628 شوال 1446  هـ
- 2729 شوال 1446  هـ
- 2830 شوال 1446  هـ
- 291 ذو القعدة 1446  هـ
- 302 ذو القعدة 1446  هـ
- 13 ذو القعدة 1446  هـ
- 24 ذو القعدة 1446  هـ
- 35 ذو القعدة 1446  هـ
- 46 ذو القعدة 1446  هـ
- 57 ذو القعدة 1446  هـ
- 68 ذو القعدة 1446  هـ
- 79 ذو القعدة 1446  هـ
- 810 ذو القعدة 1446  هـ
- 911 ذو القعدة 1446  هـ
- 1012 ذو القعدة 1446  هـ
- 1113 ذو القعدة 1446  هـ
- 1214 ذو القعدة 1446  هـ
- 1315 ذو القعدة 1446  هـ
- 1416 ذو القعدة 1446  هـ
- 1517 ذو القعدة 1446  هـ
- 1618 ذو القعدة 1446  هـ
- 1719 ذو القعدة 1446  هـ
- 1820 ذو القعدة 1446  هـ
- 1921 ذو القعدة 1446  هـ
- 2022 ذو القعدة 1446  هـ
- 2123 ذو القعدة 1446  هـ
- 2224 ذو القعدة 1446  هـ
- 2325 ذو القعدة 1446  هـ
- 2426 ذو القعدة 1446  هـ
- 2527 ذو القعدة 1446  هـ
- 2628 ذو القعدة 1446  هـ
- 2729 ذو القعدة 1446  هـ
- 281 ذو الحجة 1446  هـ
- 292 ذو الحجة 1446  هـ
- 303 ذو الحجة 1446  هـ
- 314 ذو الحجة 1446  هـ
- 15 ذو الحجة 1446  هـ
- 26 ذو الحجة 1446  هـ
- 37 ذو الحجة 1446  هـ
- 48 ذو الحجة 1446  هـ
- 59 ذو الحجة 1446  هـ
- 610 ذو الحجة 1446  هـ

14 مايو أو 14 أيَّار أو 14 مايس أو 14 نوَّار أو يوم 14 \ 5 (اليوم الرابع عشر من الشهر الخامس) هو اليوم الرابع والثلاثون بعد المئة (134) من السنوات البسيطة، أو اليوم الخامس والثلاثون بعد المئة (135) من السنوات الكبيسة وفقًا للتقويم الميلادي الغربي (الغريغوري). يبقى بعده 231 يوما لانتهاء السنة.

## أحداث
- 1590 - الانتهاء من بناء قبة كاتدرائية القديس بطرس في الفاتيكان بارتفاع 133.5 مترًا وذلك خلال حبرية البابا غريغوريوس الثالث عشر ورئاسة المهندس دومنيكو فونتانا.
- 1607 - تأسيس مستعمرة جيمستاون، وهي أول مستعمرة بريطانية ناجحة في أمريكا الشمالية.
- 1878 - اغتيال السياسي أوكوبو توشيميتشي.
- 1929 - اكتشاف أول ألواح طينية في موقع أوغاريت قرب اللاذقية من قبل بعثة آثار فرنسية برئاسة كلود شايفر. تم الكشف عن لوح يعود إلى حوالي 1500 قبل الميلاد يحمل الأبجدية الأوغاريتية المكوّنة من 30 حرفاً.
- 1941 - القوة الجوية الألمانية تشن أعنف غارة جوية على العاصمة البريطانية لندن في الحرب العالمية الثانية.
- 1945 - الطيارون الانتحاريون اليابانيون يشنون هجومًا مدمرًا على حاملة الطائرات الأمريكية «إنتربرايز» وذلك في الشهور الأخيرة من الحرب العالمية الثانية.
- 1948 - الإعلان عن قيام دولة إسرائيل.
- 1948 - قوة من المقاتلين العرب تتمكن من الاستيلاء على مستوطنة عطروت شمال القدس في بداية حرب فلسطين بين العرب والصهاينة وذلك قبل يوم واحد من الإعلان عن قيام دولة إسرائيل.
- 1955 - الإعلان عن قيام حلف وارسو.
- 1956 - تأسيس الجيش المغربي.
- 1963 - الكويت تنضم للأمم المتحدة لتصبح العضو رقم 111 في المنظمة الدولية.
- 1964 - الاحتفال بتحويل مجرى نهر النيل عند السد العالي وذلك بحضور الرئيس المصري جمال عبد الناصر ورئيس الاتحاد السوفيتي نيكيتا خروتشوف، وكانت قناة التحويل مسقطًا مائيًا يسمح بتشغيل أكبر محطة كهربائية في الشرق الأوسط.
- 1965 - الصين تفجر قنبلتها الذرية الثانية.
- 2004 - القوات الأمريكية تطلق سراح 250 من المعتقلين العراقيين من سجن أبو غريب بعد فضيحة إساءة معاملة السجناء.
- 2007 - الحكومة اللبنانية تطالب مجلس الأمن بإقرار المحكمة الدولية بقضية اغتيال رفيق الحريري بعد تعذر إقرارها في مجلس النواب.
- 2010 - إثيوبيا وأوغندا ورواندا وتنزانيا يوقعون بالأحرف الأولى على اتفاقية إطارية لتقاسم مياه نهر النيل بعد مفاوضات استمرت ما يقارب العشر سنوات، وكينيا تصدر بيانًا تأييدًا للاتفاقية دون التوقيع عليها، بينما لم يحضر مندوبو الكونغو الديمقراطية وبوروندي، بينما رفضت مصر والسودان هذه الاتفاقية.
- 2018 - مقتل 61 وإصابة أكثر من 2700 مواطنًا فلسطينيًا أثناء الاحتجاجات المنددة بنقل السفارة الأمريكية إلى القدس.
- 2022 - المجلس الأعلى للاتحاد ينتخب حاكم أبو ظبي الشيخ محمد بن زايد آل نهيان رئيسًا لدولة الإمارات العربية المتحدة خلفًا للشيخ خليفة بن زايد آل نهيان الذي توفي عن عمر ناهز 73 عامًا.

## مواليد
- 1666 - فيتوريو أميديو الثاني، ملك مملكة سردينيا.
- 1923 - عدنان الباجه جي، سياسي عراقي.
- 1942 - أحمد مرعي، ممثل مصري.
- 1943 - أولافور راغنار غريمسون، رئيس آيسلندا.
- 1944 - جورج لوكاس، مخرج أمريكي.
- 1951 - ليلى حمادة، ممثلة مصرية.
- 1953 - نوردوم سيهاموني، ملك كمبوديا.
- 1956 - إكرام عزو، ممثلة مصرية.
- 1958 - أحمد جوهر، ممثل كويتي.
- 1959 - شريف منير، ممثل مصري.
- 1961 - تيم روث، ممثل إنجليزي.
- 1962 - داني هيوستن، ممثل أمريكي.
- 1969 - كيت بلانشيت، ممثلة أسترالية.
- 1975 - جول مراد حليموف، قائد عسكري في تنظيم الدولة الإسلامية.
- 1978 -
  - أندريه ماكينغا، لاعب كرة قدم أنغولي.
  - صفاء رقماني، ممثلة سورية.
- 1979 - كارلوس تينوريو، لاعب كرة قدم إكوادوري.
- 1980 - زدينيك غريغيرا، لاعب كرة قدم تشيكي.
- 1983 - أمبير تامبلين، ممثلة أمريكية.
- 1984 -
  - مارك زوكربيرج، رائد أعمال أمريكي، ومؤسس موقع التواصل الاجتماعي فيس بوك.
  - مايكل رينسنج، حارس مرمى كرة قدم ألماني.
  - نايجل ريو كوكر، لاعب كرة قدم إنجليزي.
- 1986 - جوزيف عطية، مغني لبناني.
- 1987 - فرانك سونغو، لاعب كرة قدم كاميروني.
- 1992 - لويس مولت، لاعب كرة قدم إنجليزي.
- 1993 - ميراندا كوسجروف، ممثلة ومغنية أمريكية.
- 1996 - مارتن غاريكس، دي جي ومنتج هولندي.

## وفيات
- 884 - أحمد بن طولون، مؤسس الدولة الطولونية.
- 1610 - الملك هنري الرابع، ملك فرنسا.
- 1643 - الملك لويس الثالث عشر، ملك فرنسا.
- 1878 - أوكوبو توشيميتشي، سياسي ياباني.
- 1912 - أوغست ستريندبرغ، كاتب سويدي.
- 1925 - هنري رايدر هاجرد، روائي إنجليزي.
- 1936 - إدموند ألنبي، جنرال بريطاني.
- 1937 - مصطفى صادق الرافعي، كاتب وأديب مصري.
- 1940 - إيما جولدمان، لاسلطوية لتوانية.
- 1943 - هنري لافونتين، سياسي بلجيكي حاصل على جائزة نوبل للسلام عام 1913.
- 1954 - هاينز جوديريان، عسكري ألماني.
- 1955 - أنور وجدي، ممثل ومخرج مصري.
- 1968 - حيدر العمر، مخرج عراقي.
- 1984 - حبيب يغمائي، صحفي وباحث أدبي وشاعر إيراني.
- 1987 - ريتا هيوارث، ممثلة أمريكية.
- 1995 - كريستيان أنفينسن، عالم كيمياء حيوية أمريكي حاصل على جائزة نوبل في الكيمياء عام 1972.
- 1998 - فرانك سيناترا، مغني أمريكي.
- 1999 - الشيخ عبد العزيز بن باز، مفتي المملكة العربية السعودية.
- 2000 - كيزو أوبوتشي، رئيس وزراء اليابان.
- 2015 - بي بي كينغ، مغني وعازف بلوز.
- 2017 -
  - عبد الله نمر درويش، مؤسس الحركة الإسلامية في فلسطين المحتلة.
  - أحمد محمد الصديق، شاعر فلسطيني.
- 2019 - قيس الياسري، إعلامي وأستاذ جامعي وشاعر عراقي.
- 2024 - أيتن جوكتشر، ممثلة تركية.

## أعياد ومناسبات
- عيد الاستقلال في باراغواي.

## وصلات خارجية
- وكالة الأنباء القطريَّة: حدث في مثل هذا اليوم.
- النيويورك تايمز: حدث في مثل هذا اليوم.
- BBC: حدث في مثل هذا اليوم.